# Roda do leme

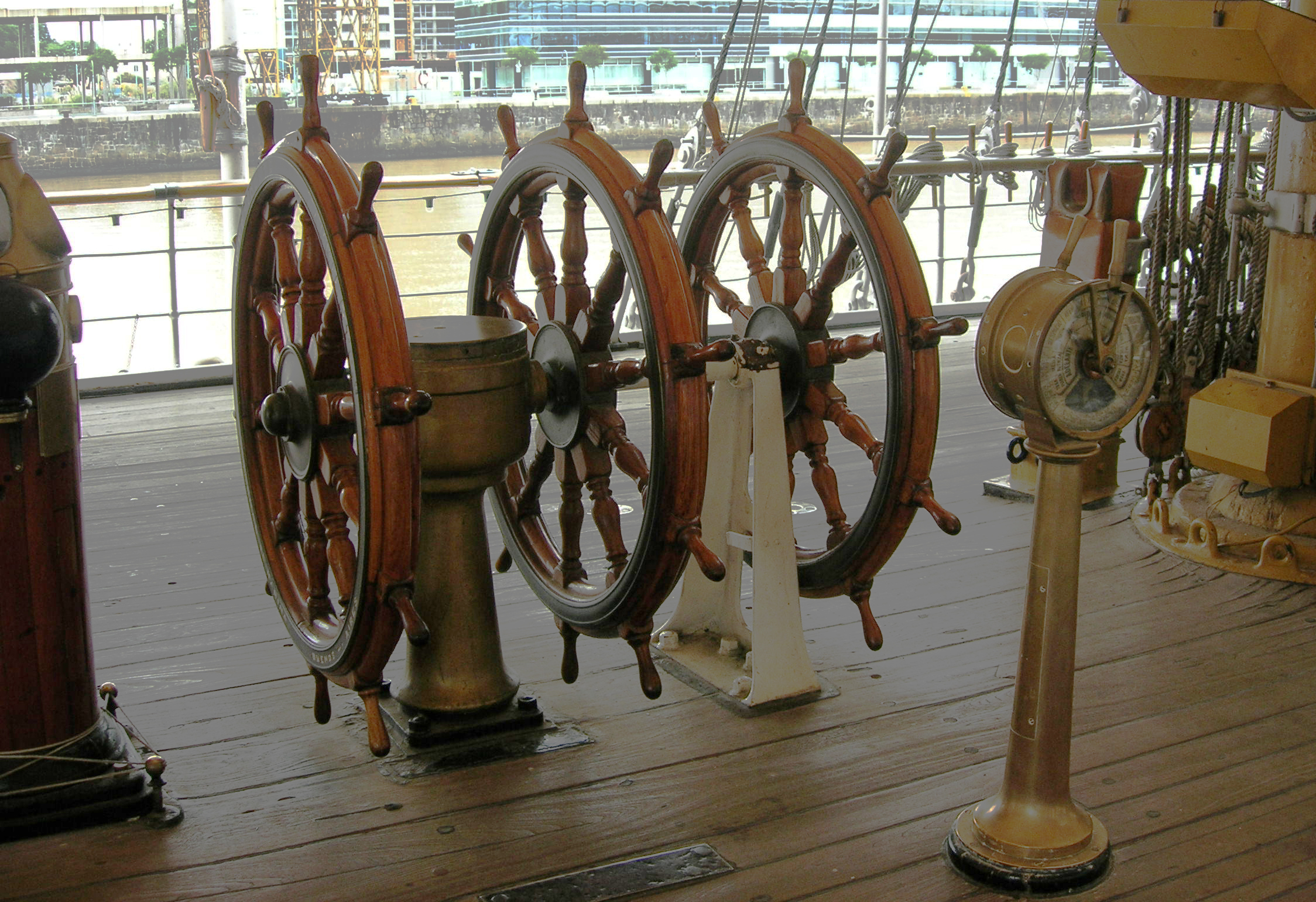
Roda de leme

A roda do leme ou timão é, em náutica, o nome dado ao aparelho que permite governar uma embarcação e que utiliza   o leme para modificar o rumo do barco. Utilizado a partir de veleiros com quilha a sua utilização é evidente (contrariamente à da cana do leme) pois rodando-a para a esquerda o barco vira a bombordo e se o roda para a direita, vira a estibordo.
Os grandes veleiros (naus, caravelas, etc.) usavam uma roda de leme em madeira. Os veleiros actuais utilizam mais frequentemente o metal (alumínio) e mesmo o kevlar, por questões de leveza.
No iatismo é o timoneiro - o que governa a embarcação com o timão - também chamado o homem do leme, que dá a ordem virar de bordo e manobra a roda sem brusquidão mas firmemente.

## Aeronáutica
Em aeronáutica a roda-do-leme apresenta-se geralmente como um meio círculo e acciono o leme da aeronave.